# 东方蟳
东方蟳（学名：Charybdis orientalis）为梭子蟹科蟳属的动物。分布于从日本向南至新南威尔士、向西至红海、马达加斯加及非洲东岸印度-西太平洋区以及中国大陆的海南岛等地，生活环境为海水，主要栖息于水深10-30米深的沙、卵石底或生有水生植物的岩礁底。其生存的海拔范围为-30至-10米。
其种加词“orientalis”意为“东方的”。